# Cyrtonyx
A Cyrtonyx a madarak osztályának tyúkalakúak (Galliformes) rendjébe és a fogasfürjfélék (Odontophoridae) családjába tartozó nem.

## Rendszerezés
A nembe az alábbi 2 faj tartozik:
- pettyes fogasfürj (Cyrtonyx montezumae)
- pávaszemes fogasfürj (Cyrtonyx ocellatus)